# Дампјер су Бру
Дампјер су Бру (фр. Dampierre-sous-Brou) насеље је и општина у централној Француској у региону Центар (регион), у департману Ер и Лоар која припада префектури Шатоден.
По подацима из 2011. године у општини је живело 511 становника, а густина насељености је износила 35,1 становника/km². Општина се простире на површини од 14,56 km². Налази се на средњој надморској висини од 160 метара (максималној 227 m, а минималној 152 m).

## Демографија
| 1962. | 1968. | 1975. | 1982. | 1990. | 1999. | 2011. |
| ----- | ----- | ----- | ----- | ----- | ----- | ----- |
| 426   | 430   | 440   | 473   | 472   | 446   | 511   |

График промене броја становника у току последњих година